# Бьорклинге
Бьорклинге (на шведски: Björklinge) е град в източна централна Швеция, община Упсала на лен Упсала. Намира се на около 80 km на северозапад от столицата Стокхолм и на около 20 km на северозапад от Упсала. Основан е през 14 век. Населението на града е 3368 жители, по приблизителна оценка от декември 2017 г.